# Vladimir Malachov
Vladimir Igorevitj Malachov, ryska: Владимир Игоревич Малахов, född 30 augusti 1968 i Sverdlovsk, Sovjetunionen, nu Jekaterinburg i Ryssland, är en rysk före detta professionell ishockeyspelare och medlem i den exklusiva Trippelguldklubben för spelare som vunnit OS-guld, VM-guld och Stanley Cup. 
Malachov spelade för Spartak Moskva och CSKA Moskva från 1986 till 1992. Han blev 1989 draftad av New York Islanders i 10:e rundan som 191:a spelare totalt. Möjligheten att spela i NHL kom i och med Sovjetunionens sönderfall 1992 och spel med Islanders. Malachov fortsatte karriären i NHL med spel med Montreal Canadians, New Jersey Devils, som han vann Stanley Cup med 1999–00, New York Rangers och Philadelphia Flyers. Efter lockout-säsongen 2004–05 återvände han till New Jersey Devils. Malachov avslutade officiellt sin karriär under 2005 beroende på återkommande problem med knäna. Han förekom dock i en transaktion mellan New Jersey Devils och San Jose Sharks 1 oktober 2006 men han kom aldrig till spel.
Internationellt deltog han i flera turneringar med det sovjetiska ishockeylandslaget. Efter Sovjetunionens sönderfall spelade han med ryska landslaget. Höjdpunkterna under den internationella karriären var en guldmedalj i OS 1992 och en bronsmedalj i OS 2002. Han blev 1990 invald i den ryska "Hockey Hall of Fame".

## Statistik

### Klubbkarriär
| 1986–87    | Spartak Moskva             | Sovjet     | 22  | 0  | 1   | 1   | 12  | —  | — | —  | —  | —  |
| 1987–88    | Spartak Moskva             | Sovjet     | 28  | 2  | 2   | 4   | 26  | —  | — | —  | —  | —  |
| 1988–89    | CSKA Moskva                | Sovjet     | 34  | 6  | 2   | 8   | 16  | —  | — | —  | —  | —  |
| 1989–90    | CSKA Moskva                | Sovjet     | 48  | 2  | 10  | 12  | 32  | —  | — | —  | —  | —  |
| 1990–91    | CSKA Moskva                | Sovjet     | 46  | 5  | 13  | 18  | 22  | —  | — | —  | —  | —  |
| 1991–92    | CSKA Moskva                | Sovjet     | 32  | 0  | 8   | 8   | 12  | —  | — | —  | —  | —  |
| 1992–93    | Capital District Islanders | AHL        | 3   | 2  | 1   | 3   | 11  | —  | — | —  | —  | —  |
| 1992–93    | New York Islanders         | NHL        | 64  | 14 | 38  | 52  | 59  | 17 | 3 | 6  | 9  | 12 |
| 1993–94    | New York Islanders         | NHL        | 76  | 10 | 47  | 57  | 80  | 4  | 0 | 0  | 0  | 6  |
| 1994–95    | New York Islanders         | NHL        | 26  | 3  | 13  | 16  | 32  | —  | — | —  | —  | —  |
| 1994–95    | Montreal Canadiens         | NHL        | 14  | 1  | 4   | 5   | 14  | —  | — | —  | —  | —  |
| 1995–96    | Montreal Canadiens         | NHL        | 61  | 5  | 23  | 28  | 79  | —  | — | —  | —  | —  |
| 1996–97    | Montreal Canadiens         | NHL        | 65  | 10 | 20  | 30  | 43  | 5  | 0 | 0  | 0  | 6  |
| 1997–98    | Montreal Canadiens         | NHL        | 74  | 13 | 31  | 44  | 70  | 9  | 3 | 4  | 7  | 10 |
| 1998–99    | Montreal Canadiens         | NHL        | 62  | 13 | 21  | 34  | 77  | —  | — | —  | —  | —  |
| 1999–00    | Montreal Canadiens         | NHL        | 7   | 0  | 0   | 0   | 4   | —  | — | —  | —  | —  |
| 1999–00    | New Jersey Devils          | NHL        | 17  | 1  | 4   | 5   | 19  | 23 | 1 | 4  | 5  | 18 |
| 2000–01    | New York Rangers           | NHL        | 3   | 0  | 2   | 2   | 4   | —  | — | —  | —  | —  |
| 2001–02    | New York Rangers           | NHL        | 81  | 6  | 22  | 28  | 83  | —  | — | —  | —  | —  |
| 2002–03    | New York Rangers           | NHL        | 71  | 3  | 14  | 17  | 52  | —  | — | —  | —  | —  |
| 2003–04    | New York Rangers           | NHL        | 56  | 3  | 15  | 18  | 53  | —  | — | —  | —  | —  |
| 2003–04    | Philadelphia Flyers        | NHL        | 6   | 0  | 1   | 1   | 2   | 17 | 1 | 5  | 6  | 12 |
| 2005–06    | New Jersey Devils          | NHL        | 29  | 4  | 5   | 9   | 26  | —  | — | —  | —  | —  |
| NHL totalt | NHL totalt                 | NHL totalt | 712 | 86 | 260 | 346 | 697 | 75 | 8 | 19 | 27 | 64 |

### Internationellt
| År            | Lag           | Turnering     |               | Matcher | Mål | Assist | Poäng | Utv |
| ------------- | ------------- | ------------- | ------------- | ------- | --- | ------ | ----- | --- |
| 1987          | Sovjetunionen | JVM           | 6             | 0       | 0   | 0      | 4     |     |
| 1990          | Sovjetunionen | VM            | 10            | 0       | 1   | 1      | 10    |     |
| 1991          | Sovjetunionen | VM            | 10            | 0       | 0   | 0      | 4     |     |
| 1991          | Sovjetunionen | CC            | 5             | 0       | 0   | 0      | 4     |     |
| 1992          | OSS           | OS            | 8             | 3       | 0   | 3      | 4     |     |
| 1992          | OSS           | VM            | 6             | 2       | 1   | 3      | 4     |     |
| 1996          | Ryssland      | WC            | 4             | 1       | 0   | 1      | 8     |     |
| 2002          | Ryssland      | OS            | 6             | 1       | 3   | 4      | 4     |     |
| Senior totalt | Senior totalt | Senior totalt | Senior totalt | 49      | 7   | 5      | 12    | 38  |

## Meriter
- VM-guld 1990
- VM-brons 1991
- OS-guld 1992
- OS-brons 2002
- Stanley Cup 2000